# Fenty
Fenty (stylisé FEИTY), parfois Fenty 12-19 ou Fenty Fashion, est une entreprise de prêt-à-porter fondée en 2019 par la chanteuse barbadienne Rihanna avec le soutien de LVMH. La marque ferme en 2021.

## Historique

Rihanna au défilé Fenty x Puma en 2016

En 2014, Rihanna dépose son nom de famille comme marque : « Fenty ». Après la création de Fenty Beauty en 2017, marque de cosmétiques, puis la création de la ligne de lingerie Savage x Fenty l'année suivante, le 10 mai 2019, Rihanna annonce un partenariat avec le groupe de luxe LVMH en postant sur les réseaux sociaux le logo et le nom de la marque de prêt-à-porter,. Son siège est à Paris et celle-ci est destinée à être vendue uniquement sur le web et dans des boutiques éphémères, avec des quantités limités,. La première collection apparait en décembre, mélangeant « minimalisme et extravagance ». Rihanna devient ainsi la première femme noire à la tête d'une entreprise liée au groupe de luxe français,.
Si les cosmétiques (soutenus par LVMH) et la lingerie (coentreprise avec TechStyle Fashion Group (en) de Los Angeles, soutenue par L Catterton) perdurent, le prêt-à-porter est arrêté début 2021,, après un an et demi d'existence : la pandémie de Covid, le manque d'originalité et de notoriété sur les réseaux sociaux, ainsi que les prix trop élevés, sont en cause,. Fin de l'année suivante, la lingerie est déclinée avec une gamme sportswear, Savage X Fenty Sport.